# 1965–1966-os kupagyőztesek Európa-kupája
A KEK 1965–1966-os szezonja volt a kupa hatodik kiírása. A győztes a német Borussia Dortmund lett, miután hosszabbítás után 2–1-re legyőzte a Liverpool együttesét.
A Bp. Honvéd a negyeddöntőben kapott ki a későbbi döntős Liverpooltól, összesítésben 2–0-ra.

## Első forduló
| 1. csapat               | Össz.    | 2. csapat         | 1. mérk. | 2. mérk. |
| ----------------------- | -------- | ----------------- | -------- | -------- |
| West Ham United FC      | Erőnyerő |                   |          |          |
| AC Omonia               | 1–2      | Olimbiakósz       | 0–1      | 1–1      |
| 1. FC Magdeburg         | 3–0      | Spora Luxembourg  | 1–0      | 2–0      |
| FC Sion                 | 6–3      | Galatasaray SK    | 5–1      | 1–2      |
| 1. Wiener Neustädter SC | 0–3      | Ştiinţa Cluj      | 0–1      | 0–2      |
| Atlético Madrid         | 5–0      | NK Dinamo Zagreb  | 4–0      | 1–0      |
| Floriana FC             | 1–13     | Borussia Dortmund | 1–5      | 0–8      |
| Limerick FC             | 1–4      | PFK CSZKA Szófia  | 1–2      | 0–2      |
| AGF                     | 4–2      | Vitória FC        | 2–1      | 2–1      |
| Go Ahead Eagles         | 0–7      | Celtic FC         | 0–6      | 0–1      |
| KR                      | 2–6      | Rosenborg BK      | 1–3      | 1–3      |
| Coleraine FC            | 1–10     | Gyinamo Kijev     | 1–6      | 0–4      |
| Dukla Praha             | 2–0      | Stade Rennais UC  | 2–0      | 0–0      |
| Reipas Lahti            | 2–16     | Bp. Honvéd        | 2–10     | 0–6      |
| Juventus FC             | 1–2      | Liverpool FC      | 1–0      | 0–2      |
| Cardiff City FC         | 1–3      | Standard Liège    | 1–2      | 0–1      |

## Második forduló
| 1. csapat          | Össz.     | 2. csapat        | 1. mérk. | 2. mérk. |
| ------------------ | --------- | ---------------- | -------- | -------- |
| West Ham United FC | 6–2       | Olimbiakósz      | 4–0      | 2–2      |
| 1. FC Magdeburg    | 10–3      | FC Sion          | 8–1      | 2–2      |
| Ştiinţa Cluj       | 0–6       | Atlético Madrid  | 0–2      | 0–4      |
| Borussia Dortmund  | 5–4       | PFK CSZKA Szófia | 3–0      | 2–4      |
| AGF                | 0–3       | Celtic FC        | 0–1      | 0–2      |
| Rosenborg BK       | 1–6       | Gyinamo Kijev    | 1–4      | 0–2      |
| Dukla Praha        | 4–4 (ig.) | Bp. Honvéd       | 2–3      | 2–1      |
| Liverpool FC       | 5–2       | Standard Liège   | 3–1      | 2–1      |

## Negyeddöntő
| 1. csapat          | Össz. | 2. csapat         | 1. mérk. | 2. mérk. |
| ------------------ | ----- | ----------------- | -------- | -------- |
| West Ham United FC | 2–1   | 1. FC Magdeburg   | 1–0      | 1–1      |
| Atlético Madrid    | 1–2   | Borussia Dortmund | 1–1      | 0–1      |
| Celtic FC          | 4–1   | Gyinamo Kijev     | 3–0      | 1–1      |
| Bp. Honvéd         | 0–2   | Liverpool FC      | 0–0      | 0–2      |

## Elődöntő
| 1. csapat          | Össz. | 2. csapat         | 1. mérk. | 2. mérk. |
| ------------------ | ----- | ----------------- | -------- | -------- |
| West Ham United FC | 2–5   | Borussia Dortmund | 1–2      | 1–3      |
| Celtic FC          | 1–2   | Liverpool FC      | 1–0      | 0–2      |

## Döntő
| 1966. május 5. 19:30 |

| Borussia Dortmund    | 2–1 (h. u.)     | Liverpool |
| -------------------- | --------------- | --------- |
| Held 61' Libuda 107' | (0–0, 1–1, 1–1) | Hunt 68'  |

| Hampden Park, Glasgow Nézőszám: 41 657 Játékvezető: Pierre Schwinte (francia) |

| Az 1965–1966-os kupagyőztesek Európa-kupája győztese |
| ---------------------------------------------------- |
| Borussia Dortmund 1. cím                             |

## Lásd még
- 1965–1966-os bajnokcsapatok Európa-kupája
- 1965–1966-os vásárvárosok kupája